# Koenigsegg CCGT
Koenigsegg CCGT — суперкар із максимальною швидкістю 400 км/год. Модифікація CCGT задовольняє технічним вимогам ACO (організатор «24 годин Ле-Мана») та чемпіонату FIA GT.
Суперкар Koenigsegg CCGT приводиться в дію 5-літровим 8-циліндровим двигуном потужністю 600 к.с., позбавленим механічних нагнітачів. Завдяки цьому мотору автомобіль показує чудові швидкісні результати.
Koenigsegg CCGT має невелику вагу — машина важить 1 тонну, що на 100 кг менше мінімальних вимог FIA. Недостатню вагу додають баластом, який розміщують залежно від типу траси.
У Koenigsegg CCGT дуже короткі звіси. Зазвичай при таких звісах виникають серйозні проблеми зі створенням хорошої притискної сили. Тим не менше, в Koenigsegg впевнені, що завдяки своєму «слизькому» дизайну, вони створили унікальний пакет, що поєднує чудову притискну силу і оптимальний розподіл ваги. Автомобіль досить короткий і разюче моторний в поворотах.

## Лінки
- Офіційний сайт [Архівовано 20 січня 2019 у Wayback Machine.]